# نشانه روزینگ
نشانهٔ روزینگ به نام جراح دانمارکی نیلس تورکیل روسینگ (۱۸۲۷–۱۹۲۷)، نشانه‌ای بالینی است که برای تشخیص آپاندیسیت استفاده می شود. اگر لمس ربع پایین سمت چپ شکم فرد باعث افزایش درد احساس شده در ربع تحتانی راست شود، گفته می‌شود که بیمار دارای نشانهٔ روزینگ مثبت است و ممکن است دارای آپاندیسیت باشد. این پدیده برای اولین بار توسط جراح سوئدی، امیل ساموئل پرمان (۱۹۵۶–۱۹۴۵) در سال ۱۹۰۴ در مجله Hygiea
در آپاندیسیت حاد، لمس در حفره ایلیاک چپ ممکن است باعث ایجاد درد در حفره ایلیاک راست شود.

## درد ارجاعی

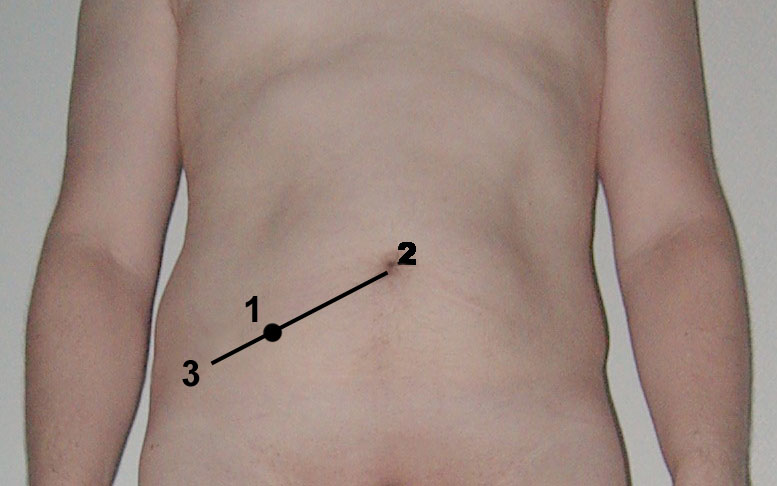
نقطه مکبرنی در شماره ۱

این علامت به این دلیل اتفاق می‌افتد که اعصاب درد در اعماق روده برخلاف اعصاب درد در عضلات به خوبی در محل دقیق دیواره شکم قرار نمی‌گیرند. مغز درد ناشی از زخم معده یا سنگ صفرا را به عنوان دردی از معده، کبد، مثانه صفرا، اثنی عشر یا قسمت اول روده کوچک تفسیر می‌کند. این درد «اغلب» را به اواسط قسمت فوقانی شکم، اپی گاستروم ارجاع می‌دهد.
از آنجا که آپاندیس یک قطعه روده است، از الگوی ارجاع مشابهی پیروی می‌کند. آپاندیس با مقداری التهاب اولیه ممکن است در جایی نزدیک به ناف (دکمه شکم) تحریک غیر اختصاصی ایجاد کند. اگر التهاب شدید شود، ممکن است در واقع پوشش داخلی حفره شکم موسوم به صفاق را تحریک کند. این لایه نازک بافت در اعماق عضلات دیواره شکم قرار دارد. اکنون درد «موضعی» شده است. اگر به عضلات پایین شکم راست (یا حفره ایلیاک) نزدیک یک آپاندیس بسیار تحریک شده فشار وارد شود، در این صورت رشته‌های عضلانی در آن ناحیه کشیده شده و آسیب می‌بینند.

## نحوهٔ انجام
توضیح پاتولوژیک: این مانور حساسیت را در ناحیه تحتانی شکم راست ایجاد می‌کند، زیرا محتویات پایین شکم سمت چپ با اعمال فشار جابجا می‌شوند و باعث تحریک بیشتر صفاق ملتهب می‌شوند.
علامت Rovsing با فشار دادن شکم به دور از آپاندیس در ربع پایین سمت چپ ایجاد می‌شود. آپاندیس، در اکثر مردم، در ربع پایین سمت راست قرار دارد. در حالی که این مانور کل پوشش صفاقی را کشیده می‌کند، اما فقط در هر مکانی که صفاقی عضله را تحریک می‌کند درد ایجاد می‌کند. در مورد آپاندیسیت، با وجود فشار وارد شده در جای دیگر، درد در ربع پایین سمت راست احساس می‌شود.
بیشتر پزشکان ربع پایین سمت چپ را تحت فشار قرار می‌دهند تا ببینند بیمار از درد کجا شکایت دارد. اگر درد در ربع تحتانی راست احساس شود، در این صورت ممکن است عضوی ملتهب یا قطعه ای از بافت در ربع پایین سمت راست وجود داشته باشد. آپاندیس به‌طور کلی مظنون اصلی است، اگر چه آسیب‌شناسی دیگر نیز می‌تواند نشانه «مثبت» روسینگ باشد. اگر فشار ربع پایین سمت چپ توسط معاینه کننده فقط منجر به درد سمت چپ یا درد در دو طرف چپ و راست شود، در این صورت ممکن است علل آسیب‌شناسی دیگری وجود داشته باشد. این ممکن است دلایلی مربوط به مثانه، رحم، روده بزرگ صعودی، لوله‌های رحمی، تخمدان‌ها یا سایر ساختارها باشد.
علامتی به نام روزینگ Rovsing نیر وجود دارد که در بیماران مبتلا به کلیه نعل اسب، متشکل از درد شکم، حالت تهوع و استفراغ همراه با بیش از حد کشیدن ستون فقرات استفاده می‌شود.
در حالی که آزمایش روسینگ به‌طور مکرر در ظن آپاندیسیت انجام می‌شود، حساسیت و ویژگی آن به اندازه کافی ارزیابی نشده است و به نظر برخی، یک روش معاینه قدیمی است.